# Mohovo
Mohovo je naselje u Republici Hrvatskoj, u sastavu Grada Iloka, Vukovarsko-srijemska županija. 

## Stanovništvo
Prema popisu stanovništva iz 2001. godine, naselje je imalo 303 stanovnika te 96 obiteljskih kućanstava.
| broj stanovnika | 489   | 505   | 378   | 406   | 485   | 481   | 479   | 449   | 360   | 178   | 465   | 465   | 386   | 344   | 303   | 239   | 183   |
|                 | 1857. | 1869. | 1880. | 1890. | 1900. | 1910. | 1921. | 1931. | 1948. | 1953. | 1961. | 1971. | 1981. | 1991. | 2001. | 2011. | 2021. |

## Povijest
Prvi siguran zapis je iz1332. godine do1337.godine, kada je ovu župu posjetio papin izaslanik.
Pretpostavlja se da je staro naselje Mohovo bilo bliže Šarengradu jer se spominje crkva našašća Svetog Križa 1275. godine, koja je bila izvan sela prema posjedu Beles. U srednjovjekovnim zapisima 15. stoljeća nalaze se imena naselja Moho, Noho, Monoh, Mono, misli se da je riječ o Mohovu. Porijeklo imena naselja je od osobnog imena s osnovom Moho, ili prema obitelji Mohor, koji su bili utjecajni na ovom prostoru. Na zemljištu od Vukovara do Mohova u do tursko vrijeme i čvrstom nizu bilo je jako naselje. U crkvenom pogledu pripadalo je Vukovarskom arhiđakonstvu. U Tursko vrijeme u upravnom pogledu Mohovo je u kotar Nijemci. Mohovo se dugo održavalo pod Turcima, a manja su okolna naselja raseljena. Pred kraj Turskog razdoblja u Mohovu je bilo 15-ak kuća. U kanonskim vizitacijama1729. spominje se Mohovsko-beleska crkva. Mohovo je i ležalo pusto nekoliko godina. Da bi ga naselili Srbi iz Srijema i dio iz Bačke. Mohovo je pripadalo Vukovarskom vlastelinstvu.  U prvom poznatom popisu iz 1722. godine koristilo je 103 jutra oranica, 28 kosa livada i 26 kopača vinograda. Godine1736. kada je grof Eltz preuzeo Vukovarsko vlastelinstvo Mohovo je najmanje selo ima samo 23 domaćinstva i oko 130 stanovnika. Imalo je nesreću da ga je kao i Šarengrad u dugogodišnji zakup uzeo Phoer von Rosenthal upravitelj na imanju Eltz, koji je nemilosrdno iskorištavao stanovništvo. U Mohovu se nalazi i pravoslavna crkva Vaznesenja Gospodnjeg koja je 1839. godine izgrađena u klasicističkom stilu. Posle 1950-ih godina u Mohovo se u većem broju naseljava hrvatsko stanovništvo iz Bosne i Hercegovine...
U Mohovu su velikosrpski agresori počinili masovni ratni zločin nad Hrvatima. Za vrijeme velikosrpske agresije, pod još nerasvijetljenim okolnostima, ubili su pet hrvatskih civila u blizini Mohova. U masovnoj grobnici nađena su tijela obitelji Matijević, oca Franje, majke Ane i malodobnog im sina Franje, koji su u travnju 1992. godine pod okriljem noći odvedeni su iz obiteljske kuće u Kukujevcima kod Šida i od tada se ništa nije znalo o njima sve do ekshumacije masovne grobnice i identifikacije posmrtnih ostataka obitelji. Uz njihova su tijela pronađeni su i posmrtni ostatci 73-godišnjeg civila iz Marinaca Martina Pankivića koji je nestao početkom listopada 1991. godine, te tijelo još jednog civila koje još nije identificirano. Spomen-obilježje ubijenim civilima i svim ostalim civilnim žrtvama iz Domovinskog rata podignuto je na mjesnom groblju.

## Kultura i šport
- NK Mohovo

## Znamenitosti i spomenici
- Crkva sv. Nikole Tavelića, katolička crkva
- Crkva Vaznesenja Gospodnjeg, pravoslavna crkva

## Pleistocen
U istočnoj Slavoniji u mjestu Mohovo kod Iloka 2012.godine pronađeno je nekoliko fragmentiranih kostiju vunastog mamuta i jedna treća falanga srednjeg prsta nosoroga. Spomenuti fosilni ostatci pronađeni su u profilu lesnih naslaga, na dubini od oko 130–150 cm.Iz sedimentnog profila izvađeni su sljedeći skeletni elementi vunastog mamuta: jedan fragment prednjeg dijela mandibule bez zuba, jedan fragment lijeve mandibule s jednim zubom, zatim oštećeni distalni dio desne tibije (goljenična kost) te osam vrlo sitnih ulomaka kljove i kostiju. Sitnim fragmentima kostiju nije mogla biti određena anatomska pripadnost. Zub je jako istrošen žvakanjem, a prema morfološkim karakteristikama to je tipični kutnjak vunastog mamuta. Treća falanga bila je pronađena zajedno s ostatcima vunastog mamuta, i najvjerojatnije je pripadala vunastom nosorogu, životinji koja je istovremenik vunastog mamuta i zajedno s njim bila je jedan od članova tzv. pleistocenske megafaune. Oni su predstavnici životinja koje su živjele na stepskim/travnatim prostranstvima tijekom gornjeg pleistocena na području Euroazije. Većina nalaza vunastih mamuta u Hrvatskoj potječe iz naplavina naših velikih rijeka: Save, Drave i Dunava, a do sada su tek na nekoliko mjesta pronađeni njihovi in situ (autohtoni) ostatci. NalazišteMohovo novo je nalazište autohtonih ostataka vunastih mamuta u Hrvatskoj.

## Mohovski kanal
Mohovski kanal, Mohovski prokop, Mohovski prosjek ili Novi Dunav, kako ga stanovnici okolnih naselja nazivaju, izgrađen je1892. – 1893. godine. Ovim kanalom je u cilju skraćenja plovnog puta odsječen velik Bukinski meandar koji danas nosi naziv Bukinski rukavac ili Stari Dunav. Mohovski Kanal između 1308. i 1314. riječnog kilometra dug je 4,5 km a plovni put je ovdje zahvaljujući kanalu skraćen za 12km. Širina plovnog puta u kanalu, prvobitno širokog oko 200 a danas od 280-500 m, iznosila je oko 30m. Naime Mohovski prokop nije u potpunosti uspio jer se pri kopanju naišlo, u donjem dijelu kanala, na šljunčanu konglomeratnu ploču debljine 190cm,koja nije uklonjena kao i pojedine isturene stijene. Posljednjim većim radovima u Kanalu, obavljenim 1934. i1935. izvađeno je 7400m3 stjenovito-šljunkovitog materijala. Ovim je plovnost poboljšana jer se plovni put proširio pa sada iznosi 90m, a i kanalna dubina je nešto veća, pa se kanalom obavlja nesmetana plovidba. Kada je na vodomjeru u Vukovaru vodostaj na 0 cm, ima minimalnu dubinu 180cm i širinu 90m. U cilju sprječavanja daljeg širenja kanala, uz desnu obalu izgrađena je 1964. obalna utvrda u dužini od 798 metara. Desetak godina kasnije nastavlja se utvrđivanje, tako da je danas cijela desna obala zaštićena.